# Ministri dell'economia nazionale dell'Ungheria
I ministri dell'economia nazionale dell'Ungheria (ministri delle finanze fino al 2010) dal 1990 ad oggi sono i seguenti.

## Lista
| Ministro           | Ministro | Ministro         | Partito                          | Primo ministro                    | Inizio           | Fine             |
| ------------------ | -------- | ---------------- | -------------------------------- | --------------------------------- | ---------------- | ---------------- |
| Finanze            |          |                  |                                  |                                   |                  |                  |
|                    |          | Ferenc Rabár     | Forum Democratico Ungherese      | József Antall                     | 23 maggio 1990   | 19 dicembre 1990 |
|                    |          | Mihály Kupa      | Forum Democratico Ungherese      | József Antall                     | 20 dicembre 1990 | 11 febbraio 1993 |
|                    |          | Iván Szabó       | Forum Democratico Ungherese      | József Antall, Péter Boross       | 24 febbraio 1993 | 15 luglio 1994   |
|                    |          | László Békesi    | Partito Socialista Ungherese     | Gyula Horn                        | 15 luglio 1994   | 28 febbraio 1995 |
|                    |          | Lajos Bokros     | Partito Socialista Ungherese     | Gyula Horn                        | 1º marzo 1995    | 29 febbraio 1996 |
|                    |          | Péter Medgyessy  | Partito Socialista Ungherese     | Gyula Horn                        | 1º marzo 1996    | 6 luglio 1998    |
|                    |          | Zsigmond Járai   | Fidesz - Unione Civica Ungherese | Viktor Orbán                      | 8 luglio 1998    | 31 dicembre 2000 |
|                    |          | Mihály Varga     | Fidesz - Unione Civica Ungherese | Viktor Orbán                      | 1º gennaio 2001  | 27 maggio 2002   |
|                    |          | Csaba László     | Partito Socialista Ungherese     | Péter Medgyessy                   | 27 maggio 2002   | 15 febbraio 2004 |
|                    |          | Tibor Draskovics | Partito Socialista Ungherese     | Péter Medgyessy, Ferenc Gyurcsány | 15 febbraio 2004 | 24 aprile 2005   |
|                    |          | János Veres      | Partito Socialista Ungherese     | Ferenc Gyurcsány                  | 24 aprile 2005   | 14 aprile 2009   |
|                    |          | Péter Oszkó      | Partito Socialista Ungherese     | Gordon Bajnai                     | 14 aprile 2009   | 29 maggio 2010   |
| Economia nazionale |          |                  |                                  |                                   |                  |                  |
|                    |          | György Matolcsy  | Fidesz - Unione Civica Ungherese | Viktor Orbán                      | 29 maggio 2010   | 3 marzo 2013     |
|                    |          | Mihály Varga     | Fidesz - Unione Civica Ungherese | Viktor Orbán                      | 3 marzo 2013     | in carica        |